# Фома Аквинский
Фома́ Акви́нский (иначе Фома́ Акви́нат, То́мас Акви́нат, лат. Thomas Aquinas, итал. Tommaso d'Aquino; 1225, Роккасекка, Аквино, Королевство Сицилия — 7 марта 1274, аббатство Фоссанова, Приверно, Папская область) — средневековый итальянский философ и теолог, самый известный ученик Альберта Великого, получивший почётный титул Учитель Ангелов (лат. Doctor Angelicus). 
Канонизирован Отцами Рима как святой Католической Церкви, систематизатор ортодоксальной схоластики, учитель Церкви, основатель томизма, член ордена доминиканцев; с 1879 года признан наиболее авторитетным католическим религиозным философом, который связал христианское вероучение (в частности, идеи Августина Блаженного) с философией Аристотеля. Сформулировал пять доказательств бытия Бога. Признавая относительную самостоятельность естественного бытия и человеческого разума, утверждал, что природа завершается в благодати, разум — в вере, философское познание и естественная теология, основанная на аналогии сущего, — в сверхъестественном откровении.

## Краткая биография
Фома родился незадолго до или в 1225 году в замке Рокказекка близ Аквино и был седьмым сыном графа Ландольфа Аквинского. Мать Фомы Теодора происходила из состоятельного неаполитанского рода. Согласно некоторым местным традициям и церковным авторам, местом его рождения скорее будет родовой замок в городке Белькастро, расположенном недалеко от Катандзаро, в Калабрии. Отец мечтал, чтобы он со временем стал аббатом бенедиктинской обители Монтекассино, расположенной неподалёку от их родового замка. В 5 лет Фому отдали в бенедиктинскую обитель, где он пробыл 9 лет. В 1239—1243 годах учился в университете Неаполя. Там он сблизился с доминиканцами и решил вступить в доминиканский орден. Однако семья воспротивилась его решению, и его братья заточили Фому на два года в крепости Сан-Джовани.
Обретя свободу в 1245 году, он принял монашеские обеты Доминиканского ордена и отправился в Парижский университет. Там Аквинат стал учеником Альберта Великого.
В 1248—1250 годах Фома учился в Кёльнском университете, куда переехал вслед за своим учителем. В 1252 году возвратился в доминиканский монастырь св. Иакова в Париже, а четыре года спустя был назначен на одно из закреплённых за доминиканцами мест преподавателя теологии в Парижском университете. Здесь он пишет свои первые труды — «О сущности и существовании», «О началах природы», «Комментарий к „Сентенциям“». В 1259 году папа Урбан IV вызывает его в Рим. В течение 10 лет он преподаёт богословие в Италии — в Ананьи и Риме, одновременно пишет философско-богословские сочинения. Большую часть этого времени он провёл в должности советника по богословским вопросам и «чтеца» при папской курии. В 1269 году вернулся в Париж, где возглавил борьбу за «очищение» Аристотеля от арабских толкователей и против учёного Сигера Брабантского. К 1272 году относится написанный в резкой полемической форме трактат «О единстве интеллекта против аверроистов» (лат. De unitate intellectus contra Averroistas). В том же году его отозвали в Италию для учреждения новой школы доминиканцев в Неаполе. Недомогание принудило его прервать преподавание и писательский труд к концу 1273 года. В начале 1274 года Фома Аквинский умер в монастыре Фоссанова по дороге на церковный собор в Лион.

## Труды
Труды Фомы Аквинского включают:

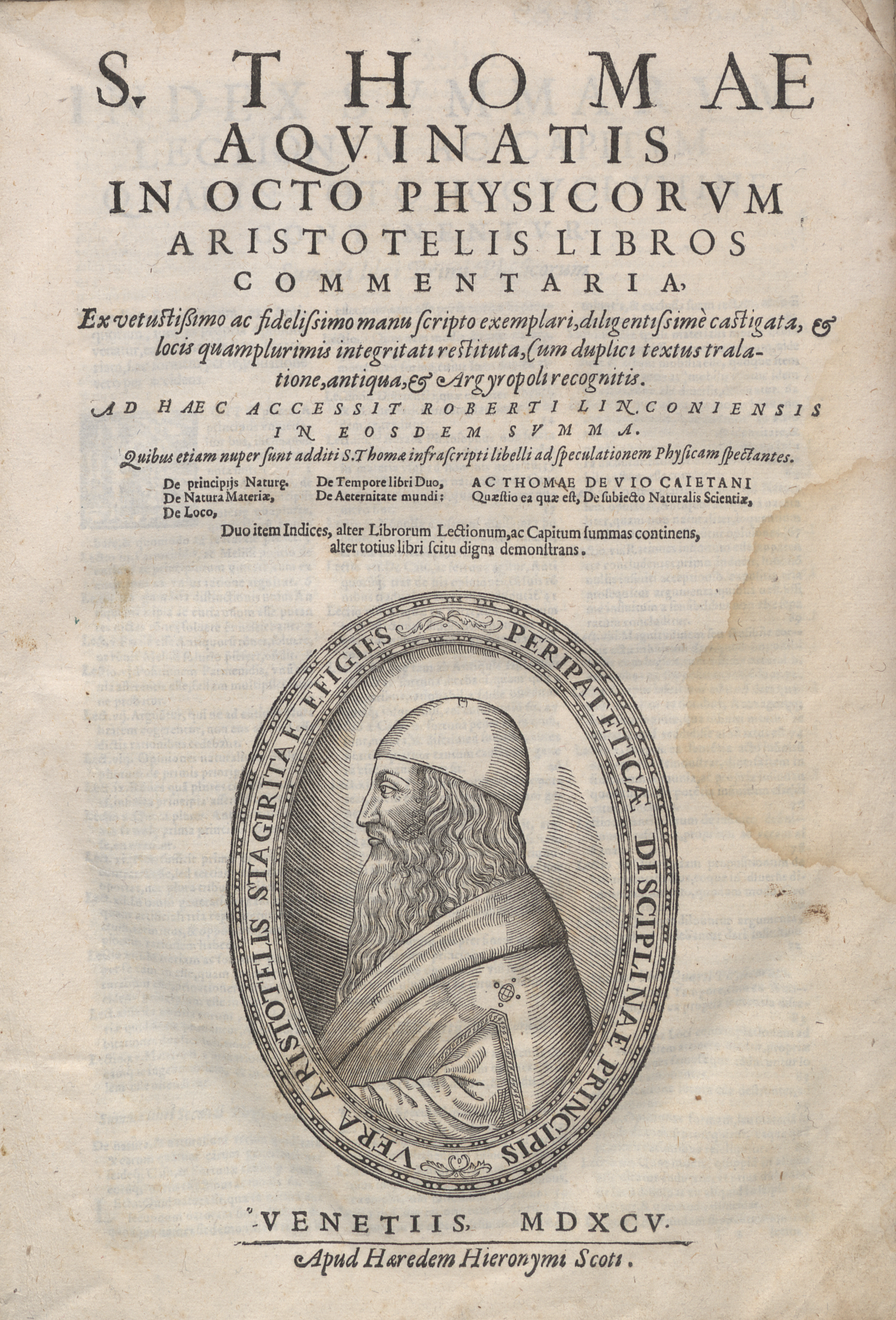
Super Physicam Aristotelis, 1595

- два обширных трактата в жанре суммы, охватывающих широкий спектр тем, — «Сумма теологии» и «Сумма против язычников»
- дискуссии по теологическим и философским проблемам («Дискуссионные вопросы» и «Вопросы на различные темы»)
- комментарии на:
  - несколько книг Библии
  - 12 трактатов Аристотеля
  - комментарии на «Сентенции» Петра Ломбардского
  - трактаты Боэция,
  - трактаты Псевдо-Дионисия
  - анонимную «Книгу о причинах»
- ряд небольших сочинений на философские и религиозные темы
- несколько трактатов об алхимии
- стихотворные тексты для богослужения, например, работа «Этика»

«Дискуссионные вопросы» и «Комментарии» явились во многом плодом его преподавательской деятельности, включавшей, согласно традиции того времени, диспуты и чтение авторитетных текстов, сопровождающихся комментариями.

## Историко-философские истоки
Наибольшее влияние на философию Фомы оказал Аристотель, в значительной мере творчески переосмысленный им; также заметно влияние неоплатоников, греческих и арабских комментаторов Аристотеля, Цицерона, Псевдо-Дионисия Ареопагита, Августина, Боэция, Ансельма Кентерберийского, Иоанна Дамаскина, Авиценны, Аверроэса, Гебироля и Маймонида и многих других мыслителей.

## Идеи Фомы Аквинского

### Теология и философия. Ступени истины
Аквинат разграничивал области философии и теологии: предметом первой являются «истины разума», а второй — «истины откровения». Философия находится в услужении у теологии и настолько же ниже её по значимости, насколько ограниченный человеческий разум ниже Божественной премудрости. Теология — священное учение и наука, основывается на знании, которым обладает Бог и те, кто удостоен блаженства. Приобщение к Божественному знанию достигается через откровения.
Теология может что-то позаимствовать у философских дисциплин, но не потому, что испытывает в этом необходимость, а лишь ради большей доходчивости преподаваемых ею положений.
У Аристотеля выделялись четыре последовательных ступени истины: опыт (empeiria), искусство (techne), знание (episteme) и мудрость (sophia).
У Фомы Аквинского мудрость становится независимой от других ступеней, высшим знанием о Боге. Она основывается на Божественных откровениях.
Аквинат выделял три иерархически соподчинённых типа мудрости, каждый из которых наделён своим «светом истины»:
- мудрость Благодати;
- мудрость богословская — мудрость веры, использующая разум;
- мудрость метафизическая — мудрость разума, постигающая сущность бытия.

Некоторые истины Откровения доступны для понимания разумом человека: например, что Бог существует, что Бог един. Другие — понять невозможно: например, Божественное триединство, воскрешение во плоти.
На основе этого Фома Аквинский выводит необходимость различать теологию сверхъестественную, основанную на истинах Откровения, которые человек своими силами не способен понять, и теологию рациональную, основанную на «естественном свете разума» (познающую истину силой человеческого интеллекта).
Фома Аквинский выдвинул принцип: истины науки и истины веры не могут противоречить друг другу; между ними существует гармония. Мудрость — стремление постичь Бога, наука же — способствующее этому средство.

### О бытии
Акт бытия, будучи актом актов и совершенством совершенств, пребывает внутри всякого «сущего» как его сокровенная глубина, как его подлинная действительность.
Каждой вещи существование несравненно более важно, чем её сущность. Единичная вещь существует не благодаря своей сущности, потому что сущность никак не имплицирует (подразумевает) существование, а благодаря сопричастности акту творения, то есть воле Бога.
Мир — совокупность субстанций, зависимых своим существованием от Бога. Только в Боге сущность и существование нераздельны и тождественны.
Фома Аквинский различал два вида существования:
- существование самосущностное или безусловное;
- существование случайное или зависимое.

Только Бог — подлинное, истинное бытие. Всё остальное существующее в мире обладает не подлинным бытием (даже ангелы, стоящие на высшей ступени в иерархии всех творений). Чем выше стоят «творения» на ступенях иерархии, тем большей автономией и самостоятельностью они обладают.
Бог творит не сущности, чтобы потом заставить их существовать, а существующие субъекты (основания), бытийствующие в соответствии со своей индивидуальной природой (сущностью).

### О материи и форме
Сущность всего телесного заключается в единстве формы и материи. Фома Аквинский, как и Аристотель, рассматривал материю пассивным субстратом, основой индивидуации. И лишь благодаря форме вещь является вещью определённого рода и вида.
Аквинат различал с одной стороны субстанциональную (через неё субстанция как таковая утверждается в своём бытии) и акцидентальную (случайную) формы; а с другой стороны — материальную (имеет собственное бытие лишь в материи) и субсистентную (имеет собственное бытие и деятельна без всякой материи) формы.
Все духовные существа являются сложными субсистентными формами. Чисто духовные — ангелы — имеют сущность и существование. В человеке заключена двойная сложность: в нём различаются не только сущность и существование, но также материя и форма.
Фома Аквинский рассматривал принцип индивидуации: форма — не единственная причина вещи (иначе все индивиды одного вида были бы неразличимы), поэтому был сделан вывод — в духовных существах формы индивидуализируются через самих себя (потому что каждое из них — отдельный вид); в телесных же существах индивидуализация происходит не через их сущность, а через собственную материальность, количественно ограниченную в отдельном индивиде.
Таким образом «вещь» принимает определённую форму, отражающую духовную уникальность в ограниченной материальности.
Совершенство формы рассматривалось как наибольшее подобие самого Бога.

### О человеке и его душе
Индивидуальность человека — личностное единство души и тела.
Душа — животворящая сила человеческого организма; она нематериальна и самосущна; она — субстанция, обретающая свою полноту лишь в единстве с телом, благодаря ей телесность обретает значимость — становясь человеком. В единстве души и тела рождаются мысли, чувства и целеполагания. Душа человека бессмертна.
Фома Аквинский считал, что сила разумения души (то есть степень познания ею Бога) определяет красоту человеческого тела
Конечная цель жизни человека — достижение блаженства, обретаемого в созерцании Бога в загробном мире.
По своему положению человек — промежуточное существо между существами или сущностью живого и ангелами. В ряду телесных созданий — он высшее существо, его отличает разумная душа и свободная воля. В силу последней, человек ответственен за свои поступки. А корень его свободы — мудрость.
Человек отличается от животного мира наличием способности познания и, на основании этого, способностью совершать свободный осознанный выбор: именно интеллект и свободная (от какой-либо внешней необходимости) воля являются основаниями совершения подлинно человеческих действий (в отличие от действий, свойственных как человеку, так и животному), принадлежащих к сфере этического. Во взаимоотношении двух высших способностей человека — интеллекта и воли, преимущество принадлежит интеллекту (положение, вызвавшее полемику томистов и скотистов), поскольку воля с необходимостью следует интеллекту, представляющего для неё то или иное сущее, как благое; однако при совершении действия в конкретных обстоятельствах и при помощи определённых средств на первый план выходит волевое усилие (О зле, 6). Наряду с собственными усилиями человека для совершения благих действий требуется также Божественная благодать, не устраняющая своеобразие человеческой природы, а совершенствующая её. Также Божественное управление миром и предвидение всех (в том числе индивидуальных и случайных) событий не исключает свободы выбора: Бог, как наивысшая причина, допускает самостоятельные действия вторичных причин, в том числе и влекущие за собой негативные нравственные последствия, поскольку Бог в состоянии обращать ко благу зло, сотворённое самостоятельными агентами.

### О познании
Фома Аквинский считал, что универсалии (то есть понятия вещей) существуют трояко:
- «до вещей», (в разуме Бога как идеи будущих вещей, как вечные идеальные прообразы сущего).
- «в вещах», получив конкретное осуществление.
- «после вещей» — в мышлении человека в результате операций абстрагирования и обобщения (номинализм, концептуализм) Беноццо Гоццоли. Триумф св. Фомы Аквинского. 1471. Лувр. Париж

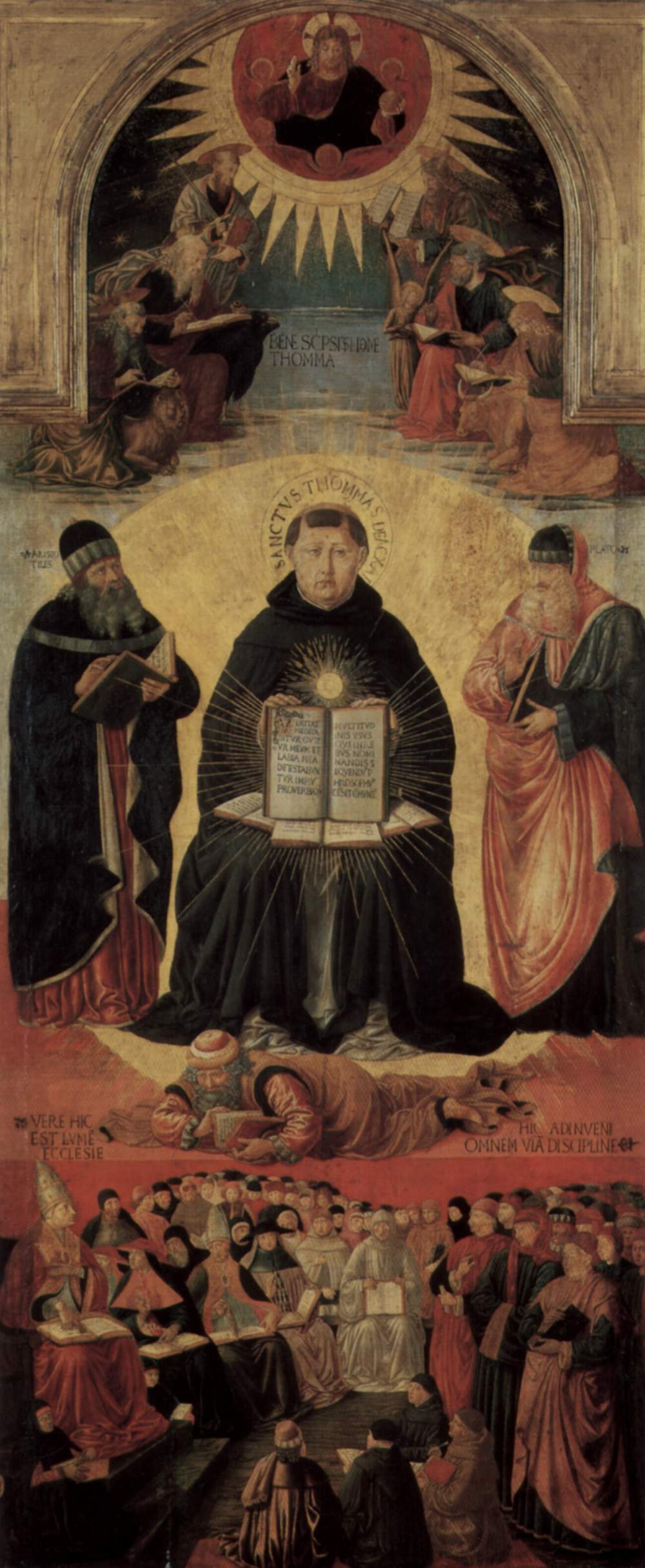
Беноццо Гоццоли. Триумф св. Фомы Аквинского. 1471. Лувр. Париж

Сам Фома Аквинский придерживался позиции умеренного реализма, восходящей к аристотелевскому гилеморфизму, отказавшись от позиций крайнего реализма, опирающихся на платонизм в его августиновской версии.
Вслед за Аристотелем Аквинат различает пассивный и активный интеллект.
Фома Аквинский отрицал врождённые идеи и понятия, а интеллект до начала познания считал подобным tabula rasa (лат. «чистая доска»). Однако людям прирождённы «общие схемы», которые начинают действовать в момент столкновения с чувственным материалом.
- пассивный интеллект — интеллект, в который попадает чувственно воспринимаемый образ.
- активный интеллект — абстрагирование от чувств, обобщение; возникновение понятия.

Познание начинается с чувственного опыта под действием внешних объектов. Объекты человеком воспринимаются не целиком, а частично. При вхождении в душу познающего познаваемое теряет свою материальность и может войти в неё лишь в качестве «вида». «Вид» предмета является его познаваемым образом. Вещь существует одновременно вне нас во всем своём бытии и внутри нас в качестве образа.
Истина — это «соответствие интеллекта и вещи». То есть понятия, образуемые человеческим интеллектом, истинны в той мере, в какой они соответствуют своим понятиям, предшествующим в интеллекте Бога.
На уровне внешних чувств создаются первоначальные познавательные образы. Внутренние чувства обрабатывают первоначальные образы.
Внутренние чувства:
- общее чувство — главная функция, цель которого собирать воедино все ощущения.
- пассивная память — хранилище впечатлений и образов, созданных общим чувством.
- активная память — извлечение сохранённых образов и представлений.
- интеллект — наивысшая чувственная способность.

Познание свой необходимый исток берёт в чувственности. Но чем выше духовность, тем выше степень познания.
Ангельское познание — умозрительно-интуитивное познание, не опосредованное чувственным опытом; осуществляется с помощью присущих понятий.
Человеческое познание — обогащение души субстанциональными формами познаваемых предметов.
Три умственно-познавательных операции:
- создание понятия и задержка внимания на его содержании (созерцание).
- суждение (позитивное, негативное, экзистенциональное) или сопоставление понятий;
- умозаключение — связывание суждений друг с другом.

Три вида познания:
- ум — вся сфера духовных способностей.
- интеллект — способность умственного познания.
- разум — способность к рассуждению.

Познание — есть самая благородная деятельность человека: теоретический разум постигающий истины, постигает и абсолютную истину, то есть Бога.

### Этика
Будучи первопричиной всех вещей, Бог, вместе с тем, является конечной целью их устремлений; конечной целью морально благих человеческих действий является достижение блаженства, состоящее в созерцании Бога (невозможного, согласно Фоме, в пределах настоящей жизни), все остальные цели оцениваются в зависимости от их упорядоченной направленности на конечную цель, уклонение от которой представляет собой зло, коренящееся в недостатке существования и не являющееся некоторой самостоятельной сущностью (О зле, 1). Вместе с тем Фома отдавал должное деятельности, направленной на достижение земных, конечных форм блаженства.
Началами собственно нравственных деяний со внутренней стороны являются добродетели, со внешней — законы и благодать. Фома анализирует добродетели (навыки, позволяющие людям устойчиво использовать свои способности во благо (Сумма теологии I—II, 59—67)) и противостоящие им пороки (Сумма теологии I—II, 71—89), следуя аристотелевской традиции, однако он полагает, что для достижения вечного счастья помимо добродетелей существует необходимость в дарах, блаженствах и плодах Св. Духа (Сумма теологии I—II, 68—70). Нравственную жизнь Фома не мыслит вне наличия теологических добродетелей — веры, надежды и любви (Сумма теологии II—II, 1—45). Вслед за теологическими идут четыре «кардинальные» (основополагающие) добродетели — благоразумие и справедливость (Сумма теологии II—II, 47—80), мужество и умеренность (Сумма теологии II—II, 123—170), с которыми связаны остальные добродетели.
В своих этических воззрениях Аквинат опирался на принцип свободы воли человека, на учение о сущем как благе и о Боге как абсолютном благе и о зле как лишённости блага. По Аквинату, зло являет собой лишь менее совершенное благо; оно допускается Богом ради того, чтобы во Вселенной осуществлялись все ступени совершенства. Важнейшей идеей в этике Аквината является концепция, согласно которой блаженство составляет конечную цель человеческих устремлений. Оно заключается в самой превосходной человеческой деятельности — в деятельности теоретического разума, в познании истины ради самой истины и, значит, прежде всего в познании абсолютной истины, то есть Бога. Основу добродетельного поведения людей составляет коренящийся в их сердце естественный закон, требующий осуществления блага, избежания зла. По Аквинату, без божественной благодати вечное блаженство недостижимо.

### Политика и право

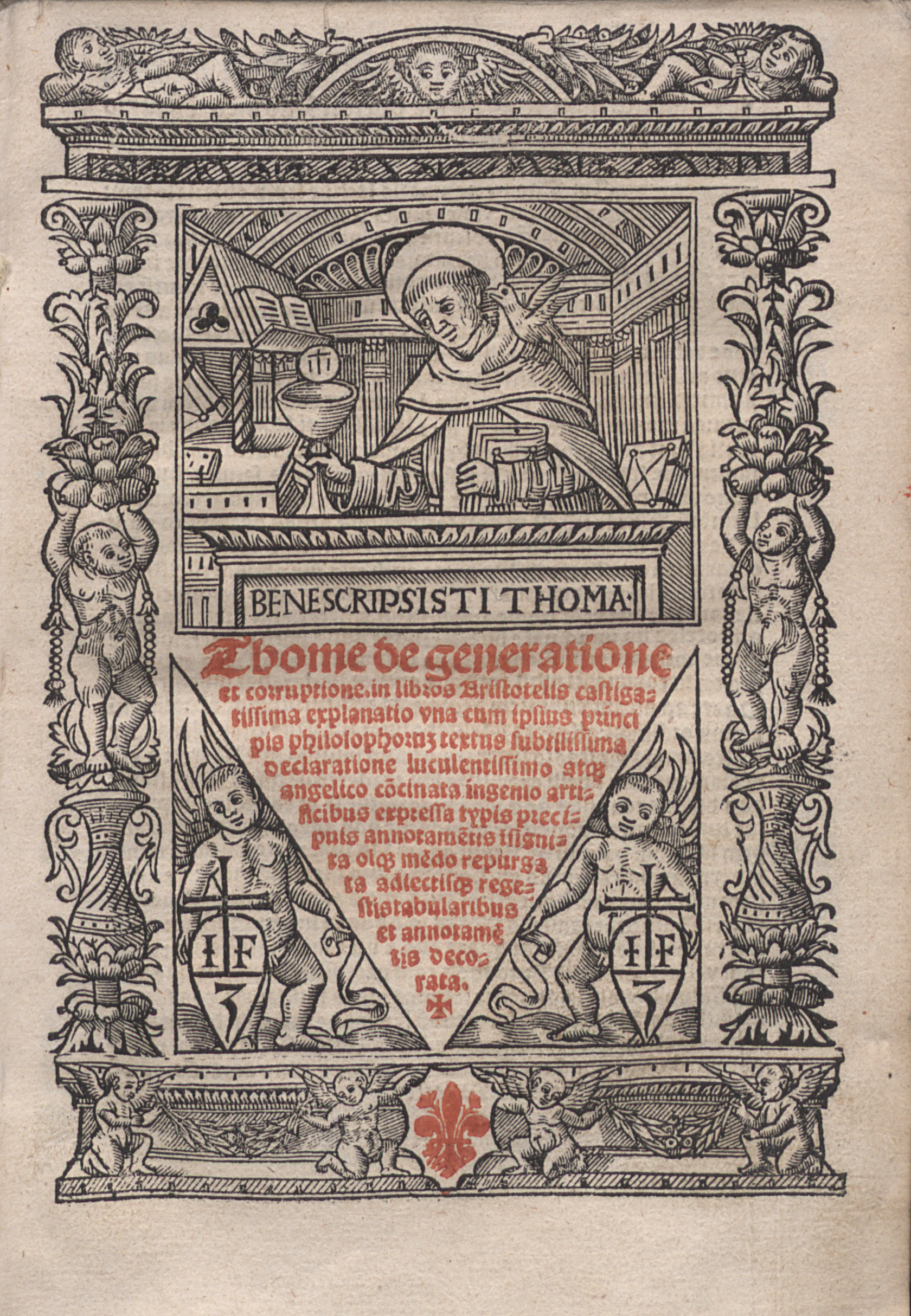
Super libros de generatione et corruptione

Закон (Сумма теологии I—II, 90—108) определяется как «любое повеление разума, которое провозглашается ради общего блага тем, кто печётся об общественности» (Сумма теологии I—II, 90, 4). Вечный закон (Сумма теологии I—II, 93), посредством которого божественное провидение управляет миром, не делает излишним другие виды закона, проистекающие от него: естественный закон (Сумма теологии I—II, 94), принципом которого является основной постулат томистской этики — «надлежит стремиться к благу и совершать благое, зло же надлежит избегать», известен в достаточной мере каждому человеку, и человеческий закон (Сумма теологии I—II, 95), конкретизирующий постулаты естественного закона (определяя, например, конкретную форму наказания за совершённое зло), который необходим, поскольку совершенство в добродетели зависит от упражнения и удержания от недобродетельных наклонностей, и силу которого Фома ограничивает совестью, противящейся несправедливому закону. Исторически сложившееся позитивное законодательство, являющееся продуктом человеческих установлений может быть, при определённых условиях, изменено. Благо отдельного человека, общества и универсума определяется божественным замыслом, и нарушение человеком божественных законов является действием, направленным против его собственного блага (Сумма против язычников III, 121).
Следуя Аристотелю, Фома полагал для человека естественной общественную жизнь, требующую управления ради общего блага. Фома выделял шесть форм правления: в зависимости от принадлежности власти одному, немногим или многим и в зависимости от того, исполняет ли данная форма правления надлежащую цель — сохранение мира и общего блага, или же преследует частные цели правителей, противоречащие общественному благу. Справедливые формы правления — монархия, аристократия и полисная система, несправедливые — тирания, олигархия и демократия. Наилучшая форма правления — монархия, поскольку движение к общему благу наиболее эффективно осуществляется, направляясь единым источником; соответственно наихудшая форма правления — тирания, поскольку зло, осуществляемое волей одного, больше, чем зло, проистекающее из множества различных воль, кроме того демократия лучше тирании тем, что служит благу многих, а не одного. Фома оправдывал борьбу с тиранией, особенно если установления тирана явно противоречат божественным установлениям (например, принуждая к идолопоклонству). Единовластие справедливого монарха должно учитывать интересы различных групп населения и не исключает элементов аристократии и полисной демократии. Церковную власть Фома ставил выше светской, ввиду того, что первая направлена на достижение божественного блаженства, в то время как последняя ограничивается преследованием лишь земного блага; однако для реализации этой задачи необходима помощь высших сил и благодати.

### 5 путей к Богу (лат.quinque viæ) Фомы Аквинского
Знаменитые пять путей к Богу (иногда называемых доказательствами бытия Бога) приведены в ответе на 2-й вопрос «О Боге, есть ли Бог»; лат. De Deo, an Deus sit) части I трактата «Сумма теологии». Рассуждения Фомы строятся как последовательное опровержение двух тезисов о небытии Бога: во-первых, если Бог — бесконечное благо, а так как «если бы одна из контрарных противоположностей была бесконечна, то она полностью уничтожила бы другую», следовательно, «если Бог существовал бы, нельзя было бы обнаружить никакого зла. Но в мире обнаруживается зло. Следовательно, Бога не существует»; во-вторых, «всё, что мы наблюдаем в мире, <…> может осуществиться и через иные начала, поскольку природные вещи сводятся к началу, которое есть природа, а те, которые осуществляются сообразно сознательному намерению, сводимы к началу, которое есть человеческий разум или воля. Следовательно, нет никакой необходимости допускать существование Бога».
1. Путь из движения
Первый и наиболее очевидный путь исходит из движения (лат. Prima autem et manigestior via est, quae sumitur ex parte motus). Несомненно и подтверждается чувствами, что в мире имеется нечто движимое. Но всё, что движимо, движимо чем-то иным. Ибо всё, что движется, движется только потому, что находится в потенции к тому, к чему оно движется, а движет нечто постольку, поскольку оно актуально. Ведь движение есть не что иное, кроме как перевод чего-либо из потенции в акт. Но нечто может быть переведено из потенции в акт только неким актуальным сущим. <...> Но невозможно, чтобы одно и то же в отношении одного и того же было одновременно и потенциально, и актуально; оно может быть таковым только в отношении различного. <...> Следовательно, невозможно, чтобы нечто в одном отношении и одним и тем же образом было движущим и движимым, т. е. чтобы оно двигало само себя. Следовательно, всё, что движется, должно быть движимо чем-то иным. А если то, благодаря чему нечто движется, [также] движимо, то и оно должно быть движимо чем-то иным, и то иное, [в свою очередь, тоже]. Но так не может продолжаться до бесконечности, поскольку тогда не было бы первого движущего, а следовательно, и какого-либо иного движущего, поскольку вторичные движущие движут лишь постольку, поскольку движимы первым движущим. <...> Следовательно, мы должны необходимо прийти к некоему первому движущему, которое не движимо ничем, а под ним все разумеют Бога (лат. Ergo necesse est deventire ad aliquod primum movens, quod a nullo movetur, et hoc omnes intelligunt Deum).
2. Путь из действующей причины
Второй путь исходит из смыслового содержания действующей причины (лат. Secunda via est ex ratione causae efficientis). В чувственно воспринимаемых вещах мы обнаруживаем порядок действующих причин, но мы не находим того (да это и невозможно), чтобы нечто было действующей причиной в отношении самого себя, поскольку в этом случае оно предшествовало бы себе, что невозможно. Но невозможно и то, чтобы [порядок] действующих причин уход в бесконечность. Поскольку во всех упорядоченных [друг относительно друга] действующих причинах первое есть причина среднего, а среднее — причина последнего (неважно, одно это среднее или их много). Но при устранении причины устраняется и её следствие. Следовательно, если в [порядке] действующих причин не будет первого, не будет последнего и среднего. Но если [порядок] действующих причин уходит в бесконечность, то не будет первой действующей причины, а потому не будет и последнего следствия и средней действующей причины, что очевидным образом ложно. Следовательно, необходимо допускать некую первую действующую причину, которую все называют Богом (лат. Ergo est necesse ponere aliquam causam efficientem primam, quam omnes Deum nominant).
3. Путь из существования небезусловных вещей
Третий путь исходит из [смыслового содержания] возможного и необходимого (лат. Tertia via est sumpta ex possibili et necessario). Мы обнаруживаем среди вещей некие такие, которые могут как быть, так и не быть, поскольку мы обнаруживаем, что нечто возникает и разрушается, и, следовательно, может как быть, так и не быть. Но невозможно, чтобы всё, что является таковым, было всегда, поскольку то, что может не быть, иногда не есть. Если, следовательно, всё может не быть, то когда-то в реальности не было ничего. Но если это истинно, то и сейчас не было бы ничего, поскольку то, чего нет, начинает быть только благодаря тому, что есть; если, следовательно, ничего сущего не было, то невозможно, чтобы нечто начало быть, а потому и сейчас не было бы ничего, что очевидным образом ложно. Следовательно, не все сущие являются возможными, но в реальности должно существовать нечто необходимое. Но всё необходимое либо имеет причину своей необходимости в чём-либо ещё, либо нет. Но невозможно, чтобы [ряд] необходимых [сущих], имеющих причину своей необходимости [в чём-то ещё], уход в бесконечность, как это невозможно в случае действующих причин, что уже доказано. Следовательно, необходимо полагать нечто само-по-себе-необходимое, не имеющее причины необходимости в чём-то ещё, но являющееся причиной необходимости прочего. И таковое все называют Богом (лат. Ergo necesse est ponere aliquid quod sit per se necessarium, non habens causam necessitatis aliunde, sed quod est causa necessitatis aliis, quod omnes dicunt Deum).
4. Путь степени совершенства
Четвёртый путь исходит из степеней [совершенств], обнаруживаемых в вещах (лат. Quarta via sumitur ex gradibus qui in rebus inveniuntur). Среди вещей обнаруживаются более и менее благие, истинные, благородные и т. д. Но «более» и «менее» сказывается о различных [вещах] в соответствии с их различной степенью приближения к тому, что является наибольшим. <...> Следовательно, существует нечто наиболее истинное, наилучшее и благороднейшее и, следовательно, в высшей степени сущее <...>. Но то, что называется наибольшим в определённом роде, есть причина всего того, что относится к этому роду. <...> Следовательно, существует нечто, являющееся причиной бытия всех сущих, а также их благости и всяческого совершенства. И таковое мы называем Богом (лат. Ergo est aliquid quod omnibus entibus est causa esse, et bonitatis, et cuiuslibet perfectionis, et hoc dicimus Deum).
5. Путь из порядка и гармонии мира
Пятый путь исходит из управления вещами [универсума] (лат. Quintia via sumitur ex gubernatione rerum). Мы видим, что нечто, лишенное познавательной способности, а именно природные тела, действуют ради цели, что очевидно из того, что они всегда или почти всегда действуют одним и тем же образом, так, что стремятся к тому, что является [для них] лучшим. Поэтому ясно, что они движутся к цели не случайно, но намеренно. Но то, что лишено познавательной способности, может стремиться к цели только в том случае, если оно направляемо кем-то познающим и мыслящим <...>. Следовательно, существует нечто мыслящее, которым все природные вещи направляются к [своей] цели. И таковое мы называем Богом (лат. Ergo est aliquid intelligens, a quo omnes res naturales ordinatur ad finem, et hoc dicimus Deus).

## Рецепция учения Фомы Аквинского

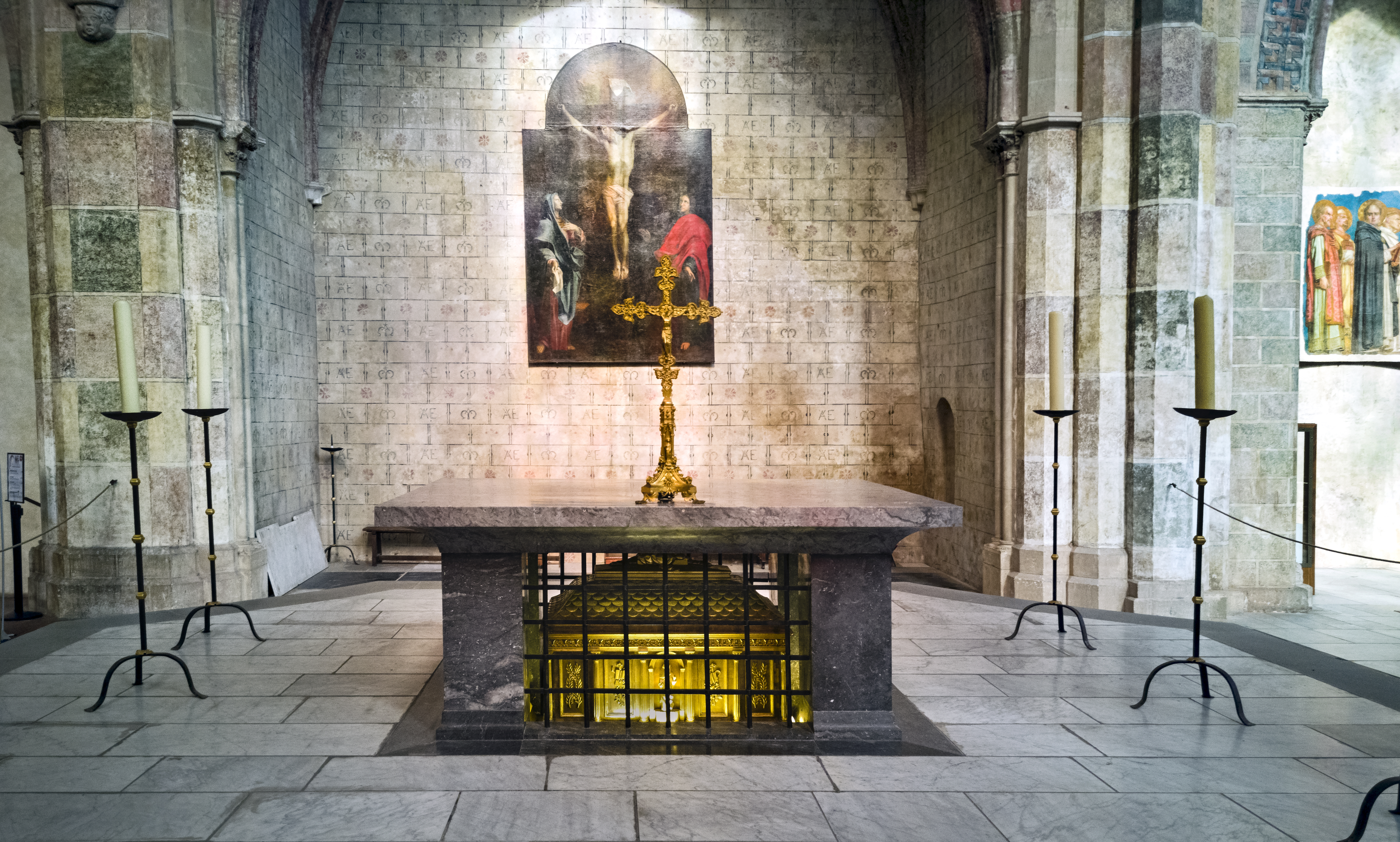
Рака с мощами Фомы Аквинского в тулузском монастыре якобитов

Учение Фомы Аквинского, несмотря на некоторое противодействие со стороны традиционалистов (некоторые из томистских положений были осуждены парижским архиепископом Этьеном Тампье в 1277 году), оказало большое влияние на католическую теологию и философию, чему способствовала канонизация Фомы в 1323 году и признание его наиболее авторитетным католическим теологом в энциклике Aeterni patris папы Льва XIII (1879 год).
Идеи Фомы Аквинского получили развитие в рамках философского направления, именуемого «томизмом» (наиболее яркими представителями которого являются Томмазо де Вио (Каэтан) и Франсиско Суарес), оказали некоторое влияние на развитие нововременной мысли (особенно явное у Готфрида Вильгельма Лейбница).
В течение ряда веков философия Фомы не играла заметной роли в философском диалоге, развиваясь в узко-конфессиональных рамках, однако с конца XIX века учение Фомы снова начинает вызывать широкий интерес и стимулировать актуальные философские исследования; возникает ряд философских направлений, активно использующих философию Фомы, известных по общим наименованием «неотомизм», основателем которого является Жак Маритен.

## Издания
В настоящее время существуют многочисленные издания сочинений Фомы Аквинского, в оригинале и переводах на различные языки; неоднократно выходили полные собрания сочинений: «Пиана» в 16 томах (по постановлению Пия V), Рим, 1570; Пармское издание в 25 томах, 1852—1873, переизд. в Нью-Йорке, 1948—1950; Opera Omnia Vives, (в 34 т.) Париж, 1871—1882; «Леонина» (по постановлению Льва XIII), Рим, с 1882 (с 1987 года — републикация предыдущих томов); издание Мариетти, Турин; издание Р. Буса (Thomae Aquinatis Opera omnia; ut sunt in indice thomistico, Stuttgart-Bad Cannstatt, 1980), вышедшая также на компакт-дисках.

## Переводы
1. Сумма теологии / Пер. С. И. Еремеева и А. А. Юдина. — Ч. I . Вопросы 1—43. — Киев: Эльга-Ника-центр; М.: Элькор-МК, 2002. — 560 с.; Ч. I. Вопросы 44—74. — Киев: Ника-Центр, 2003. — 336 с; Ч. I. Вопросы 75—119. — Киев: Ника-Центр, 2005. — 576 с.; Ч. II—I. Вопросы 1—48. — Киев: Ника-Центр, 2006. — 576 с.; Ч. II—I. Вопросы 49—89. — Киев: Ника-Центр, 2008. — 536 с.; Ч. II—I. Вопросы 90—114. — Киев: Ника-Центр, 2010. — 432 с.; Ч. II—II. Вопросы 1—46. — Киев: Ника-Центр, 2011. — 576 с.
2. Сумма против язычников / Перевод и примечания Т. Ю. Бородай. — М.: Институт философии, теологии и истории св. Фомы. Кн. 1, 2004; Кн. 2, 2004.
3. Против ошибок греков / Комментированный пер. Ильи Бея. — К.: Кайрос, 2017. — 190 с.